# Киренкин, Роман Васильевич
Роман Васильевич Киренкин (укр. Роман Васильович 	Кіренкін; бел. Раман Васілевіч Кірэнкін; род. 20 февраля 1981, Волгоград) — украинский и белорусский футболист и тренер.

## Клубная карьера
Киренкин начал профессиональную карьеру в могилёвом клубе «Днепр-Трансмаш». 2003 год он провёл в минском «Динамо». Следующие 2 сезона провёл в новополоцком «Нафтане». В 2006 году защищал цвета футбольного клуба «Гомель». С 2007 по 2008 года выступал за жодинское «Торпедо», в котором также получал вызовы в национальную сборную. 2008 год провёл в китайском клубе «Ляонин Хувин». Карьеру футболиста завершил в 2012 году, выступая за солигорский «Шахтёр».

## Карьера в сборной
Дебют за национальную сборную Беларуси состоялся 17 ноября 2007 года в матче квалификации ЧЕ 2008 против сборной Албании (2:4). Всего Киренкин провёл за сборную 5 матча.

## Тренерская карьера
В декабре 2022 года присоединился к тренерскому штабу «Ислочи».